# Zijpe- en Hazepolder

Het wapen van het polderbestuur

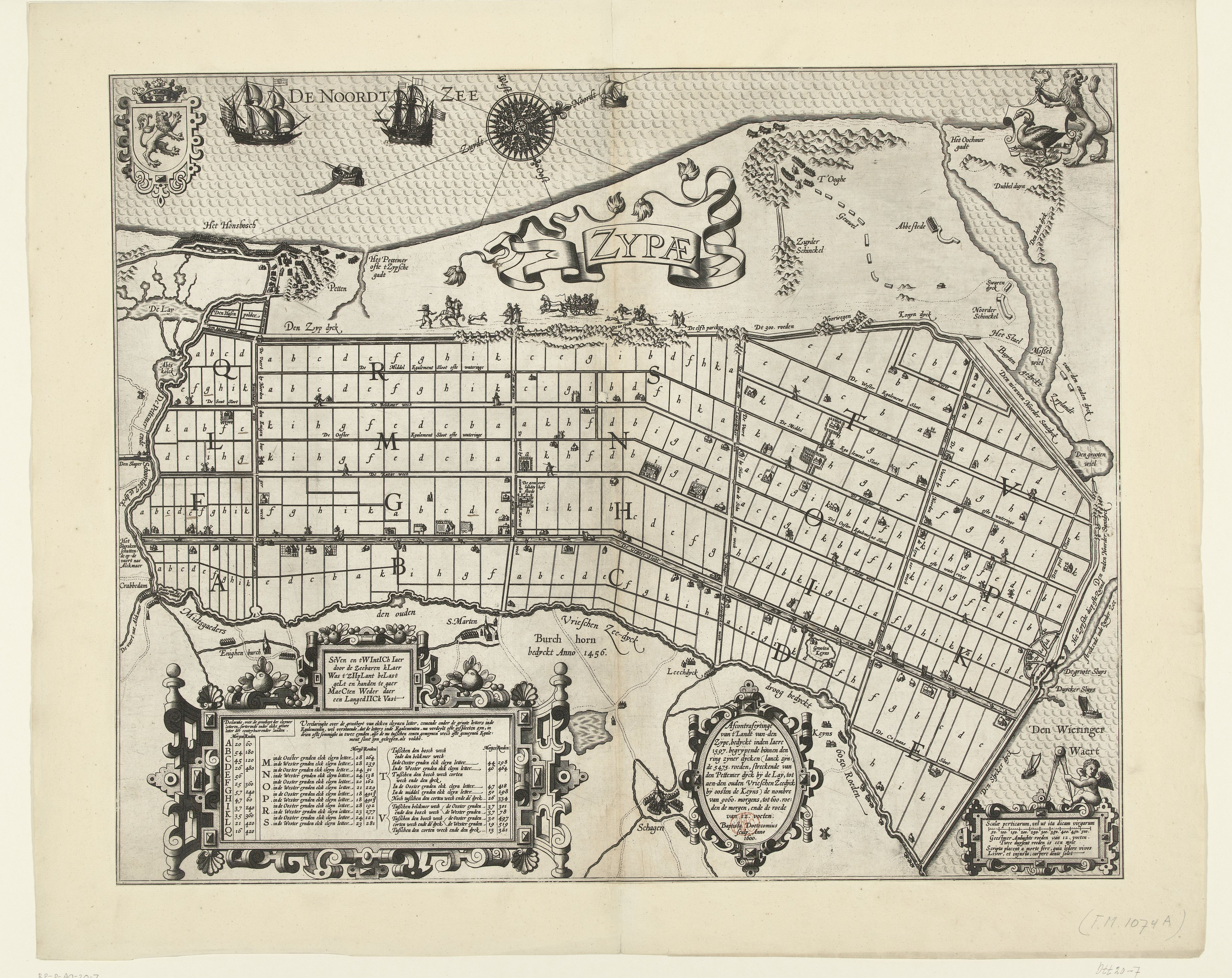
De Zijpepolder in 1597

De Zijpe- en Hazepolder is een polder in de voormalige gemeente Zijpe die bij de gemeentelijke herindeling van 1 januari 2013 opging in de gemeente Schagen in de provincie Noord-Holland. De polder is ongeveer 6750 hectare groot. 

## Geschiedenis
Tot de 12e eeuw was, wat nu de Zijpe- en Hazepolder is, een hoogveengebied, beschermd door de duinenrij waarop gemeenschappen als Hondsbosch en Callantsoog ontstaan waren. De ontginning van het veen ten behoeve van akkerbouw leidde ertoe dat het land verlaagd werd en mede dankzij een verhoging van de zeespiegel kwam het gebied in gevaar. Door stormvloeden in de 12e, 13e en 14e eeuw ontstond aldus een zeegat, Sipe (wat 'geul' betekent) genoemd.
Al vanaf de 13e eeuw was er sprake van bedijkingswerkzaamheden; onder andere de Westfriese Omringdijk ontstond in deze periode. Desondanks viel het Noorderkwartier regelmatig ten prooi aan nieuwe stormvloeden, waaronder de Sint-Elisabethsvloed in 1421 en de Allerheiligenvloed in 1570, waarbij grote gebieden onder water kwamen te staan.
In de 16e eeuw nam de kanunnik en kunstschilder Jan van Scorel het initiatief tot de definitieve bedijking van de Zijpe. Hij maakte daar ook een plan voor, dat hij Nova Roma noemde. Na mislukte pogingen in 1555 en 1570 trokken de Vlaamse kooplieden die het project financierden zich terug. In 1597 werd de dijk om de Zijpepolder dan toch gedicht, net als die van de Hazepolder, nabij Petten. Na dit succes was het eenvoudig om fondsen te werven voor het droogleggen van de andere ondergelopen gebieden. Zo ontstonden achtereenvolgens de Wieringerwaard, Beemster, Purmer, Wijdewormer, Heerhugowaard en Schermer.
Kort na de drooglegging ontstonden de eerste buurtschappen in de polder zoals Oudesluis, Schagerbrug, Sint Maartensbrug en Burgerbrug, verbonden door de Grote Sloot, die de polder in de lengte doorsnijdt.
De polder werd vanaf ca. 1600 door een twintigtal molens bemalen. Iedere molen nam een eigen deel (ook wel afdeling genoemd) voor zijn rekening. Het gebied werd hiertoe verkaveld en aan de 20 delen werden de letters van het alfabet (A tot en met U, de letter J komt niet voor) toegekend. 
De herwonnen gronden waren aanvankelijk eigendom van de belangrijkste financiers: kooplieden uit voornamelijk Amsterdam. Later kwam meer en meer grond in bezit van Alkmaarders en van streekbewoners. Het bestuur van de polder viel in handen van de stad Alkmaar. Pas na de Bataafse Revolutie  werd het bestuur door de bevolking zelf uitgevoerd. De gemeente Zijpe werd vervolgens in 1825 gevormd uit de polder en de plaatsen Petten en Callantsoog. In die tijd werd tevens het Noordhollands Kanaal voltooid, die de polder in twee delen scheidt.
Na de drooglegging werd de polder vooral voor veeteelt gebruikt. In de tweede helft van de 19e eeuw volgde ook de bloembollenteelt, net als in de aangrenzende Anna Paulownapolder en Wieringerwaard.